# San Alberto Hurtado (estación)
San Alberto Hurtado  es una estación ferroviaria que forma parte de la Línea 1 de la red del Metro de Santiago de Chile. Se encuentra subterránea, entre las estaciones Ecuador y Universidad de Santiago de la misma línea. Se ubica a una cuadra de la intersección de la Alameda del Libertador Bernardo O'Higgins con la calle Toro Mazotte, a pasos de la Avenida General Velasquez en la comuna de Estación Central.

## Características y entorno
Presenta un flujo regular de pasajeros, homogéneo durante todo el día. Sobre ella fue construida la Autopista Central, para lo cual se tuvo que elevar la Alameda y construir el túnel de la autopista sobre la vía del Metro de Santiago para no impactar con la estación. La estación posee una afluencia diaria promedio de 24 277 pasajeros. En el entorno inmediato de la estación, destaca el Paseo Palestina frente al edificio consistorial de la Ilustre Municipalidad de Estación Central. 

### Accesos
| Acceso | Intersección             |
| ------ | ------------------------ |
| A      | Alameda con Toro Mazotte |
| B      | Alameda con Toro Mazotte |

## Origen etimológico

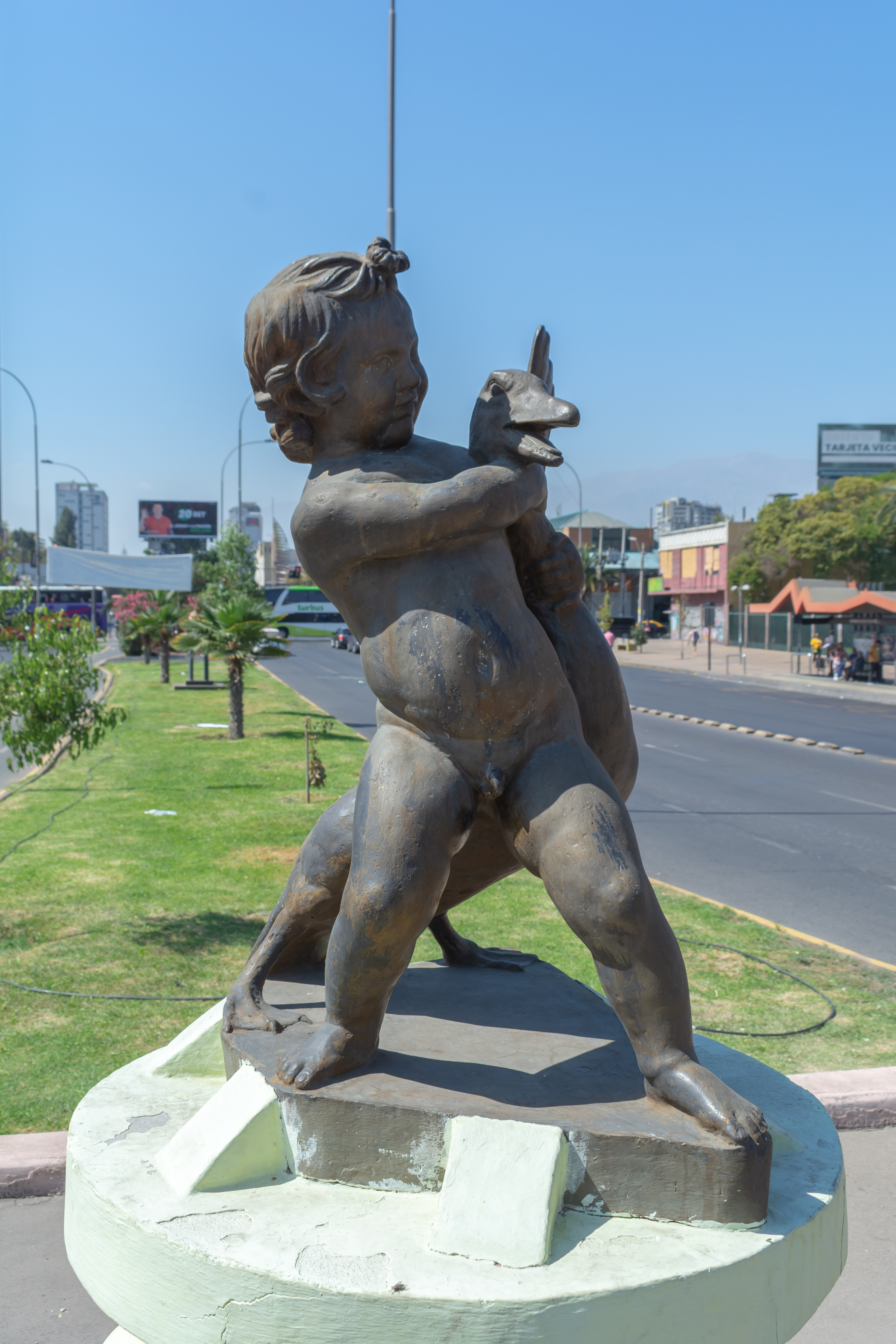
La Pila del ganso que dio el nombre original a la estación.

Esta estación fue inaugurada con el nombre Pila del Ganso, debido a una fuente ornamental dispuesta en el bandejón central de la Alameda a la altura de calle Toro Mazote, justo sobre la actual estación y que le da el nombre al barrio donde se encuentra. Esta fuente tenía la imagen de un niño junto a un ganso y que, según la tradición popular, habría sido traído desde Lima como parte del botín de guerra de las tropas chilenas tras la Guerra del Pacífico; pero en realidad, esta escultura fue hecha en la Escuela de Artes y Oficios (actual Universidad de Santiago de Chile). Dicha estatua había intentado ser robada en 1999, sin embargo fue abandonada en una plaza cercana y guardada en bodegas municipales durante dos años hasta que fue repuesta en su actual ubicación.
El directorio de Metro S.A. aprobó el 22 de noviembre de 2005 el cambio de nombre al actual, respondiendo a la reciente canonización de San Alberto Hurtado, cuyo santuario y sede del Hogar de Cristo se encuentran próximos a la estación.

## MetroArte
En enero de 2021 se instaló en la estación la obra Vestigios: arqueología de la ciudad, consistente en cuatro murales hechos de material reciclado creados por la artista chilena Beatrice di Girolamo. La obra fue patrocinada por el Hogar de Cristo y la Fundación Padre Hurtado.

## Galería

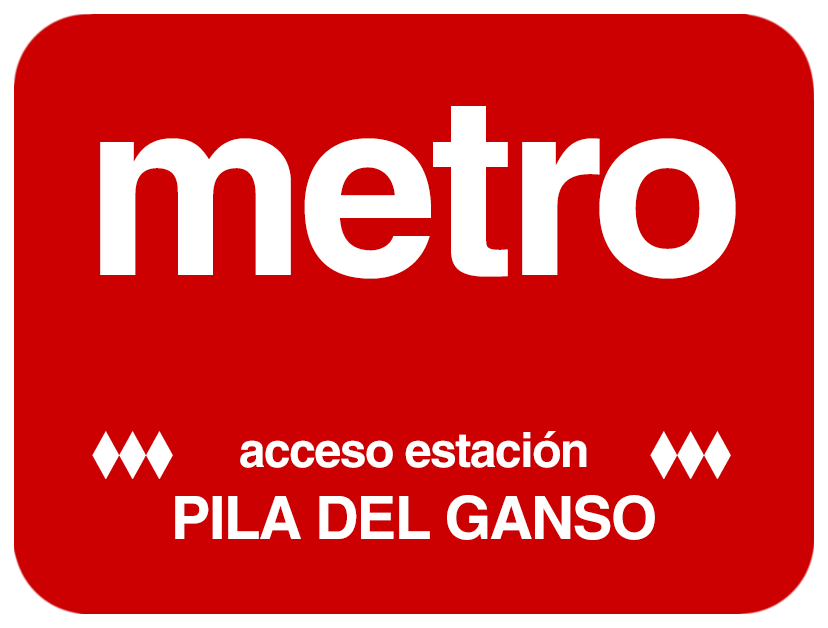
Letrero utilizado en los accesos a la estación hasta 1997.
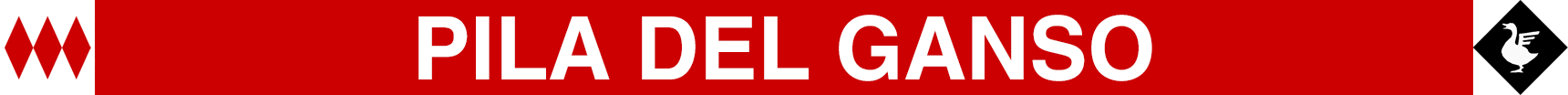
Cenefa antigua utilizada en los andenes.
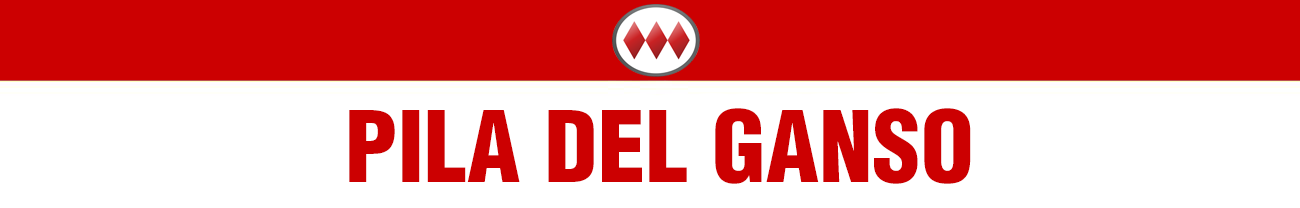
Cenefa utilizada hasta 2005 en los andenes.
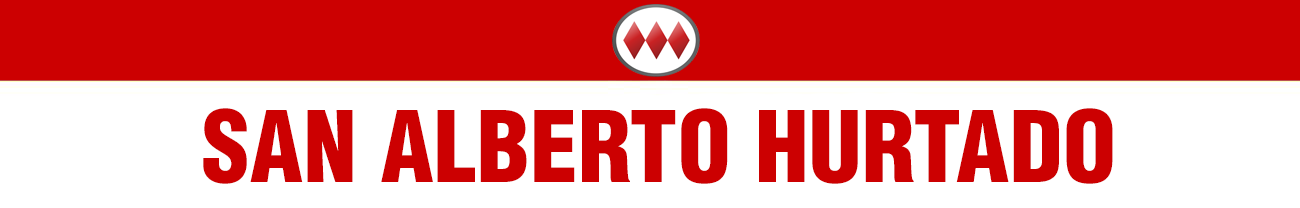
Cenefa utilizada actualmente en los andenes.

## Conexión con Red Metropolitana de Movilidad
La estación posee 9 paraderos de la Red Metropolitana de Movilidad en sus alrededores, los cuales corresponden a:
| Paradero/ Código                              | Recorridos |
| --------------------------------------------- | --- |
| Parada 1 / Metro San Alberto Hurtado (PI80)   | 105 (Renca) - 120 (Renca) - 407 (Enea) |
| Parada 2 / Metro San Alberto Hurtado (PI405)  | 106 (Nueva San Martín) - 313e (Quilicura) - 401 (Maipú) - 405 (Maipú) - 419 (Villa Los Héroes) - 421 (Maipú) - 423 (Nueva San Martín) - 432n (Maipú) - 541n (El Tranque) |
| Parada 3 / Metro San Alberto Hurtado (PI340)  | 106 (Peñalolén) - 210 (Puente Alto) - 210e (Puente Alto) - 210v (Av. México) - 404 (Mapocho) - 407 (Las Condes) - 419 (Plaza Italia) - 423 (Plaza Italia) - 424 (Metro Universidad de Chile) - 481 (Plaza Italia) |
| Parada 4 / Metro San Alberto Hurtado (PI401)  | 401 (Las Condes) - 405 (Cantagallo) - 412 (La Reina) - 418 (Av. Tobalaba) - 421 (San Carlos de Apoquindo) - 432n (La Reina) - 510 (Río Claro) - 511 (Peñalolén) - 516 (Las Parcelas) - 541n (Colón) - I09 (Metro Universidad de Chile) - I09e (Metro Universidad de Chile) - I10n (Alameda) - I14 (Estación Central) - I14n (Centro) - I16 (Ferrocarril) - J10 (Parque de Los Reyes) - J13 (Metro Estación Central) |
| Parada 5 / Metro San Alberto Hurtado (PI1230) | I08 (Fin del recorrido / Mall Arauco Maipú) |
| Parada 6 / Metro San Alberto Hurtado (PI449)  | 210 (Estación Central) - 210e (Estación Central) - 210v (Estación Central) - 404 (El Descanso) - 412 (Enea) - 418 (Enea) - 424 (Pudahuel Sur) - 481 (Av. Portales) - 510 (Pudahuel Sur) - 511 (Cerro Navia) - 516 (Pudahuel Sur) - I09 (Rinconada) - I09e (Rinconada) - I14 (Mall Plaza Oeste) - J10 (San Daniel) - J13 (Costanera Sur)                                                                             |
| Parada 7 / Metro San Alberto Hurtado (PI67)   | 105 (Lo Espejo) - 120 (Metro La Cisterna) - 346n (Lo Espejo) |
| Parada 8 / Metro San Alberto Hurtado (PI911)  | 385 (Villa Francia) - I04 (Villa El Abrazo) - I13 (Villa Los Presidentes) - I14n (Mall Plaza Oeste) |
| Parada 9 / Metro San Alberto Hurtado (PI841)  | I03 (Villa Los Héroes) - I16 (Población Santiago) - I17 (Villa Francia) |